# フリードリッヒ・シラーの詩
フリードリッヒ・シラーが生涯に作った詩は300前後といわれる。
以下にドイツ語版WikiSourceに登録されたものなどをあげた。
題名の次の数字は詩の行数。
シューベルトなどが曲をつけた詩にはその作品番号を付記した。

## 1776-1781年
医学生～軍医時代。
- 1776年 夕べ  (Der Abend)     99  ※印刷された最初の作品。「シュヴァーベン文芸雑誌」収載。
- 1777年 征服者 (Der Eroberer)  108
- 1780年 感謝の気持ち (Empfindungen der Dankbarkeit)   86
- 1781年 ヴィーナスの車 (Der Venuswagen)  260
- 1781年 追悼詩  (Trauerode)    60

## 1782年
1月『群盗』をマンハイムで初演。作家として認められた。しかし文芸作品執筆を禁止され、軍医をしていたシュトゥットガルトから9月に逃亡。

### 1782年の詩華集(ドイツ語版WikiSource)
友人らと自費出版。83の作品のうち50前後がシラーのものと見なされる。    
- ジャーナリストとミノス  (Die Journalisten und Minos)  88
- 幻想、ラウラ[1]に寄せて    (Phantasie an Laura)  68,
- トリルの酒神    (Bacchus im Triller)  68
- 太陽に寄せて (An die Sonne) 44
- ピアノを弾くラウラ  (Laura am Klavier)    50    シューベルトD.388
- 創造の栄光  (Die Herrlichkeit der Schöpfung)    50
- 若者の死の哀歌  (Elegie auf den Tod eines Jünglings)    108
- ルソー  (Lousseau)  84
- 至福の瞬間。ラウラに  (Die seligen Augenblicke an Laura)   54
- スピノザ    (Spinoza)   6
- 子殺しの女 (Die Kindsmörderin) 120
- 会戦で  (In einer Bataille) 72
- 葬式の碑文 (Grabschrift) 4
- 運命へ      (An die Parzen) 60
- 愛の勝利    (Der Triumph der Liebe) 186
- クロプシュトックとヴィーラント  (Klopstock und Wieland) 6
- 会話    (Gespräch)    11
- 比較    (Vergleichung)  20
- ミューズの復讐  (Die Rache der Musen)   58
- 運と知恵    (Das Glück und die Weisheit)  16
- 道徳家へ    (An einen Moralisten)   48
- ある男の墓碑    (Grabschrift eines gewissen)    5
- 葬送の幻影  (Eine Leichenphantasie) 79  シューベルトD.7
- 心気症のプルートー (Der hypochondrische Pluto) 210
- アクタイオーン  (Aktäon)  6
- 不死の自信      (Zuversicht der Unsterblichkeit)    4
- 叱責。ラウラへ         (Vorwurf an Laura)   72
- 素朴な農夫 (Der einfältige Bauer) 14
- 父。彼の息子へ  (Ein Vater an seinen Sohn)  24
- 救世主          (Die Messiade) 2
- カストラートと男たち    (Kastraten und Männer)    116
- 春へ            (An den Frühling)  20     シューベルトD.283, D.338, D.587
- 無限への賛歌  (Hymne an den Unendlichen)  18
- 世界の大きさ    (Die Größe der Welt) 30
- 私の花          (Meine Blumen)  30
- 回想の秘訣。ラウラへ      (Das Geheimnis der Reminiszenz. An Laura) 145
- タルタロスの群れ    (Gruppe aus dem Tartarus) 14  シューベルトD.583
- 友情 (Die Freundschaft)  60 ※最後の2行をヘーゲルが『精神現象学』に引用した。
- ヴィルテンベルガー (Der Wirtemberger)    4
- メランコリー、ラウラへ    (Melancholie an Laura)   19
- 疫病      (Die Pest)  18
- 誕生の印    (Das Muttermal) 4
- 強盗の記念碑の湿原  (Monument Moors des Räubers)  60
- 朝の幻想    (Morgenphantasie)   43
- ミンナへ    (An Minna)  48
- 楽園  (Elysium)   34  シューベルトD.584
- 泡だて器    (Quirl) 4
- 厭うべき君主    (Die schlimmen Monarchen)   108
- エーベルハートを数える (Graf Eberhard der Greiner von Wirtemberg)    80
- バウレンセレナーデ  (Baurenständchen) 48
- 冬の夜  (Die Winternacht)   52

### 他の1782年の作品
- 墓での葬式 (Totenfeier am Grabe Philipp Friederich von Rieger)  96

## 1783-1789年
マンハイムなどを放浪。『ドン・カルロス』を発表。イエナの歴史学教授に落ち着くまで。

### 1783年
- 有名な軍事行動の奇妙な歴史 (Wunderseltsame Historia des berühmten Feldzuges)  126

### 1785年
- 私達の高価な穀物  (Unserm teuren Körner)  44

### 1786年
下記の上3作は自ら創刊した雑誌 'Thalia' (ドイツ語版) に発表。
- 歓喜に寄す (An die Freude) (ドイツ語版)  108    ※交響曲第9番 (ベートーヴェン)に使われ、日本人が一番知っているシラーの詩。シューベルトD.189 ヨハン・シュトラウス2世『もろびと手をとり』
- 情熱の自由思想    (Freygeisterey der Leidenschaft)  88  1800年に後半を削除した改訂版が 闘い (Der Kampf)
- 諦め  (Resignation)   (ドイツ語版)     100   ※ヘーゲルが『法の哲学』で一節を引用して知られる。

- 無敵艦隊 (Die unüberwindliche Flotte) 49

### 1788年
- ギリシアの神々 (Die Götter Griechenlandes) (ドイツ語版) 200   1800年に第2稿を発表。 シューベルトD.677
- 有名な女性 (Die berühmte Frau) 148

### 1789年
イエナで歴史学教授になる。
- 芸術家 (Die Künstler)  481

以後、結婚後に大病。著作は『30年戦争史』など。1795年まで詩作はない。

## 1795年
文芸雑誌Die Horen (ドイツ語版) を出版。年末に「詩神年鑑」(ドイツ語版)も創刊。この年は詩の発表数が最も多い。

### Die Horen(ドイツ語版WikiSource)への発表作
- 理想と人生 (Das Ideal und das Leben)   150 初出時の題は    影の国 (Das Reich der Schatten)
- 天才 (Der Genius) 62     初出時の題は 自然と教育 (Natur und Schule)
- サイスのベールをかぶった画 (Das verschleierte Bild zu Sais) (ドイツ語版)   86
- 哲学的エゴイスト (Der philosophische Egoist)    14
- 北方の旅人に呼びかける古代 (Die Antike an den nordischen Wanderer)  14  初出時の題は "Die Antike an einen Wanderer aus dem Norden"
- ドイツの誠実 (Deutsche Treue)   18
- 知恵と慎重さ (Weisheit und Klugheit)    4
- 善良な人へ (An einen Weltverbesserer)   10
- 至高 (Das Höchste)    4
- イリアス (Ilias)    4
- 不死 (Unsterblichkeit) 2
- 逍遥 (Der Spaziergang)   (ドイツ語版) 200     初出時の題は 哀歌 (Elegie)
- 地上の分割  (Die Teilung der Erde) (ドイツ語版)    32
- 世界的賢人 (Die Weltweisen)  初出時の題は  哲学者の業績 (die Thaten der Philosophen) 54
- 神現祭 (Theophanie)  2
- 若い友 (Einem jungen Freund)    16
- アルキメデスと生徒 (Archimedes und der Schüler)   8
- 人間の知識 (Menschliches Wissen)    10
- 過去の歌手 (Die Sänger der Vorwelt)  20    初出時の題は  古い世界と新しい世界の詩人 (Die Dichter der alten und neuen Welt)
- 人生の導き手 (Die Führer des Lebens) 10  初出時の題は  美しく崇高な (Schön und Erhaben)
- しわくちゃ (Der Skrupel)    2
- カルタゴ    (Karthago)  6
- 理想的な自由 (Die idealische Freiheit)  4   初出時の題は   人生からの出口 (Ausgang aus dem Leben)

### 1796年への詩神年鑑(ドイツ語版WikiSource)発表作
1795年12月刊行。
- 歌の力  (Die Macht des Gesanges)  50
- ゆりかごの子供  (Das Kind in der Wiege)   2
- オデュッセウス  (Odysseus)    6
- 不変  (Das Unwandelbare)      2
- ゼウスからヘラクレスへ  (Zevs zu Herkules)    2
- ダンス  (Der Tanz)    32
- 若い友人の血統証明書    (Einer jungen Freundin ins Stammbuch) 26
- 孔子のことば    (Spruch des Confucius)    16  ※冒頭の「未来はためらいながら近づき、現在は矢のように過ぎ、過去は永遠に止まっている」で知られる。
- おそらく    (Würden)    6
- ドイツとその王子    (Deutschland und seine Fürsten) 4
- くびきにつながれたペガサス (Pegasus im Joche) 92   初出時の題は    地役権下のペガサス (Pegasus in der Dienstbarkeit)
- 遊ぶ男の子  (Der spilende Knabe)  4
- 聖ヨハネ騎士団 (Johanniter) 10   初出時の題は  エルサレムの病院の騎士団 (Die Ritter des Spitals zu Jerusalem)
- 種まき  (Der Sämann)    4
- 美徳の２つの道  (Die zwei Tugendwege) 4
- 理想    (Die Ideale)  104  リストのS.106
- 商人    (Der Kaufmann)    6
- 改宗者へ (An die Proselytenmacher) 6 初出時の題は 改宗者への言葉 (Ein Wort an die Proselytenmacher)
- 最高の状態  (Der beste Staat) 2
- 夕、絵画に  (Der Abend, nach ennem Gemälde)    16
- 形而上学者  (Der Metaphysiker)    12
- コロンブス (Columbus)     8
- 女性の気高さ  (Würde der Frauen)  118
- 読者への別れ (Abschied von Leser)  24  初出時の題は    読者へのスタンザ (Stanzen an den Leser)

## 1796年
以後の詩の発表の比重は「詩神年鑑」に置かれる。

### Die Horen への発表作
- 芸術裁判官への詩人 (Der Dichter an seine Kunstrichterin)   2

### 1797年への詩神年鑑(ドイツ語版WikiSource)発表作
1796年9月刊行。この中で一番反響を呼んだのは最後の『クセーニエン』。
- 異国から来た少女  (Das Mädchen aus der Fremde)  24  シューベルトD.252
- ポンペイとヘルクラナム  (Pompeji und Herkulanum) 54
- 政治的教訓    (Politische Lehre)    4
- 最高の体質  (Die beste Staatsverfassung)  2
- 立法府へ    (An die Gesetzgeber)  2
- 人間の尊厳  (Würde des Menschen)    2
- 人々の威厳    (Majestas Populi) 4
- 由緒あるもの    (Das Ehrwürdige)    2
- ケレースの嘆き (Klage der Ceres) 124   シューベルトD.323
- 現世代      (Jetzige Generation)  2
- 間違った学習欲求    (Falscher Studiertrieb)   2
- 若者    (Jugend)  2
- 若返りの源  (Quelle der Verjüngung) 2
- 番犬    (Der Aufpasser)   2
- 性別    (Die Geschlechter)        34
- 自然界  (Der Naturkreis)  2
- 壮大なヘクサメトロス    (Der epische Hexameter)   2
- 連句    (Das Distichon)   2
- 8行スタンザ   (Die achtzeilige Stanze)  2
- 贈り物  (Das Geschenk)    4
- 葬式の碑文 (Grabschrift) 2
- 封じ込められたホメロスの頭 (Der Homeruskopf als Siegel)  2
- たいまつを逆に持つ天才  (Genius mit der umgekehrten Fackel)   2
- 女性の力    (Macht des Weibes)    8
- 女性の美徳  (Tugend des Weibes)   4
- 女性的判断    (Weibliches Urtheil)  2
- 女性の広場    (Forum des Weibes) 2
- 女性的な理想    (Das weibliche Ideal) 12
- 最も美しい外観  (Die schönste Erscheinung)  4
- 天文学者へ  (An die Astronomen)   4
- 内部と外部 (Inneres und Äußeres) 2   初出時の題は   内面と外見 (Innerer Werth und äußere Erscheinung)
- 味方と敵    (Freund und Feind)    2
- ギリシャの天才    (Der griechische Genius)  2
- 期待と充実  (Erwartung und Erfüllung)   2
- 共通の運命  (Das gemeinsame Schicksal)    2
- 人間の仕事  (Menschliches Wirken) 2
- 父  (Der Vater)   2
- 酒神賛歌 (Dithyrambe) 30 初出時の題は訪問 (Der Besuch) シューベルトD.801
- 愛と欲望    (Liebe und Begierde) 2
- 善と偉大    (Güte und Größe) 2
- キツネと鶴    (Der Fuchs und der Kranich)   8
- 専門家 (Die Sachmänner) 8

以下はゲーテとの共作
- 奉納歌 (Tabulae votivae)  232
- 多くの  (Vielen)   36
- １つの  (Einer) 38
- クセーニエン    (Xenien) (ドイツ語版)   828

## 1797年
この年はバラーデ（物語詩）の年と呼ばれる。

### Die Horen への発表作
- 希望 (Hoffnung)  18    シューベルトD.251, D.637
- 出会い (Die Begegnung) 32

### 1798年への詩神年鑑(ドイツ語版WikiSource)発表作
1797年10月刊行。バラーデの年鑑と呼ばれる。
- ポリュクラテスの指輪  (Der Ring des Polykrates)  (ドイツ語版) 96
- 手袋    (Der Handschuh) (ドイツ語版)  67  シューマンの作品87
- 騎士トッゲンブルク  (Ritter Toggenburg) (ドイツ語版) 80  シューベルトD.397
- エマへ (An Emma) 18 初出時の題は "Elegie. An Emma"  シューベルトD.113
- 潜水者    (Der Taucher) (ドイツ語版)  162 手塚富雄の訳題は「海にくぐる若者」  シューベルトD.77, D.111
- 乗馬の歌    (Reiterlied aus dem Wallenstein) 48
- 骨壺と骸骨  (Die Urne und das Skelet) 2
- 支配    (Das Regiment)    2
- 信念の言葉  (Die Worte des Glaubens)  30
- ナドヴェス族の挽歌  (Nadowessische Todtenklage)   48
- オベリスク  (Der Obelisk)  2
- 凱旋門 (Der Triumphbogen)  2
- 美しい橋 (Die schöne Brücke) 2
- 門 (Das Tor) 2
- ペテロ教会  (Die Peterskirche)    2
- 光と熱  (Licht und Wärme)   18
- 皮相と深さ    (Breite und Tiefe)    18
- イビュコスの鶴    (Die Kraniche des Ibycus) (ドイツ語版) 184
- 秘密    (Das Geheimniß)  32      シューベルトD.250, D.793
- 鍛冶場への道    (Der Gang nach dem Eisenhammer) (ドイツ語版)  240

## 1798年
'Die Horen' は終刊。発表の場は詩神年鑑。

### 1799年への詩神年鑑(ドイツ語版WikiSource)発表作
1798年10月刊行。
- 幸福    (Das Glück) 72
- ドラゴンとの戦い    (Der Kampf mit dem Drachen) (ドイツ語版)  300
- 人質    (Die Bürgschaft) (ドイツ語版)    140 シューベルトD.246。※太宰治が『走れメロス』として翻案し、多くの日本人があらすじを知っている。
- エレウシスの秘儀 (Das Eleusische Fest)  (ドイツ語版) 216 初出時の題は    市民の歌 (Bürgerlied)
- 人生の詩    (Poesie des Lebens)   35
- 乙女の嘆き  (Des Mädchens Klage)    28  シューベルトD.6, D.191, D.389

## 1799年
この年史劇『ワレンシュタイン』を完成。以後の創作比重は演劇に置かれる。

### 1800年への詩神年鑑(ドイツ語版WikiSource)発表作
1799年10月刊行。この年鑑はこの年で終了。
- 孔子の言葉  (Spruch des Konfuzius)    17   1795年の同名作と対をなす。
- 期待    (Die Erwartung)   64  シューベルトD.159
- 鐘の歌  (Das Lied von der Glocke) (ドイツ語版) 426 ブルッフの作品45

## 1800-1804年
代表史劇を毎年発表した絶頂期。

### 1800年
8月『フリードリッヒ・シラー詩集』の第1巻を出版。以下の多くはその中に発表。
- ゲーテへ (An Goethe)    80
- 妄想の言葉 (Die Worte des Wahns) 30
- ヘクトールの別れ (Hektors Abschied) (ドイツ語版)  24 初出は『群盗』2幕2場。シューベルトD.312
- 自然の３つの時代 (Die drei Alter der Natur)    2
- 音楽芸術 (Tonkunst)    2
- ベルト (Der Gürtel)  2
- 哀悼歌  (Nänie) (ドイツ語版)    14 ブラームスの作品82

### 1801年
9月『オルレアンの処女』初演。
- ヘーローとレアンドロス (Hero und Leander)    260
- 新世紀の始まり  (Der Antritt des neuen Jahrhunderts) (ドイツ語版) 36 初出時の題は "An ***"
- オルレアンの少女 (Das Mädchen von Orleans) 18  初出時の題は ボルテールのオルレアンの処女 (Voltaires Pucelle und die Jungfrau von Orleans)

### 1802年
- 友へ (An die Freunde)   50
- テクラ - 霊の声 (Thekla - eine Geisterstimme) 24 シューベルトD.73, D.595
- ４つの時代 (Die vier Weltalter) 72   シューベルトD.391
- カッサンドラー (Kassandra)  108
- 刹那の好意 (Die Gunst des Augenblicks)  36
- パリの古物 (Die Antiken zu Paris)  12   初出時の題は "Die Antiken in Paris"
- あこがれ (Sehnsucht)  32 シューベルトD.52, D.636
- ワイマールの世継ぎ公子に (Dem Erbprinzen von Weimar)    32

### 1803年
この年5月『フリードリッヒ・シラー詩集』の第2巻を公刊。1801年以後の詩などを収録。
- ドイツの詩神 (Die deutsch Muse)     18
- アマーリア (Amalia) 16  初出は『群盗』3幕1場。 シューベルトD.195
- 天頂と天底 (Zenith und Nadir)   6
- 人生のたわむれ (Das Spiel des Lebens)    20
- ポンス酒の歌 (Punschlied) 24
- 巡礼者 (Der Pilgrim) 36     シューベルトD.794
- 小川のほとりの若者 (Der Jüngling am Bache) 32  初出時の題は愛の嘆き (Liebesklage) シューベルトD.30, D.192, D.638
- ハプスブルグ伯 (Der Graf von Habsburg) 120  シューベルトD.990
- 勝利祭  (Das Siegesfest) (ドイツ語版)   156
- ポンス酒の歌。北国で歌う (Punschlied. Im Norden zu singen)  48 シューベルトD.253

### 1804年
この3月に最後の大作、『ヴィルヘルム・テル』初演。
この年に作成した詩は「フリードリッヒ・シラー詩集」第2巻の再版 (1805年) に収録。
- 山の歌 (Berglied)  36
- アルプスの猟師 (Der Alpenjäger) 48   シューベルトD.588

## 日本語訳
- 小栗孝則訳 新編シラー詩抄 改造文庫 1937
- 大野敏英、石中象治、野上巖共訳 シルレル詩全集上・下 白水社 1948
- 青木敦子訳 シラー詩集　第1・2部 月曜社 2023